# أدولفو غونزاليس
أدولفو غونزاليس (بالإسبانية: Adolfo González)‏ هو لاعب كرة مضرب مكسيكي، ولد في 8 يناير 1952.

## وصلات خارجية
- أدولفو غونزاليس على موقع رابطة محترفي التنس (الإنجليزية)
- أدولفو غونزاليس على موقع الاتحاد الدولي لكرة المضرب (الإنجليزية)
- أدولفو غونزاليس على موقع كأس ديفيز (الإنجليزية)
- أدولفو غونزاليس على موقع خلاصة التنس.كوم (الإنجليزية)